# St.-Jakobi-Kirche (Stralsund)

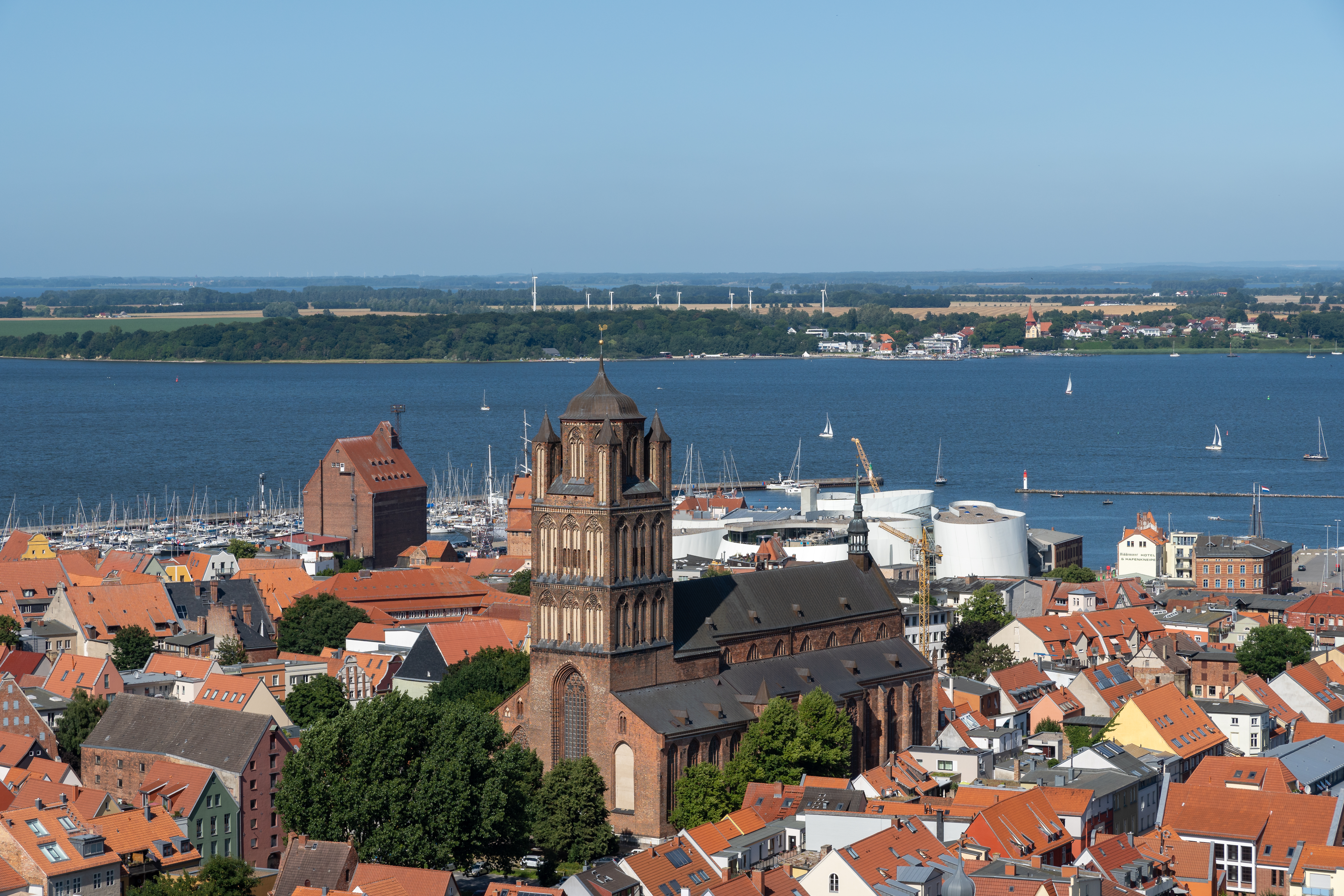
St.-Jakobi-Kirche Stralsund (2021)

Die St.-Jakobi-Kirche, auch Jakobikirche, im Stadtgebiet Altstadt von Stralsund wurde im Jahr 1303 erstmals erwähnt und ist damit die jüngste der drei evangelischen Stralsunder Pfarrkirchen. Sie wird gegenwärtig als Kulturkirche genutzt.

## Geschichte bis zum 19. Jahrhundert

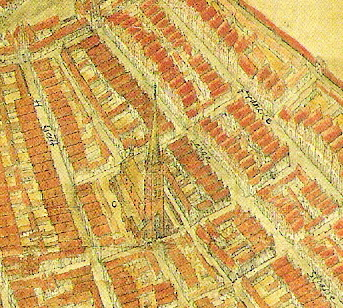
Jakobikirche mit gotischem Turmhelm (1647)

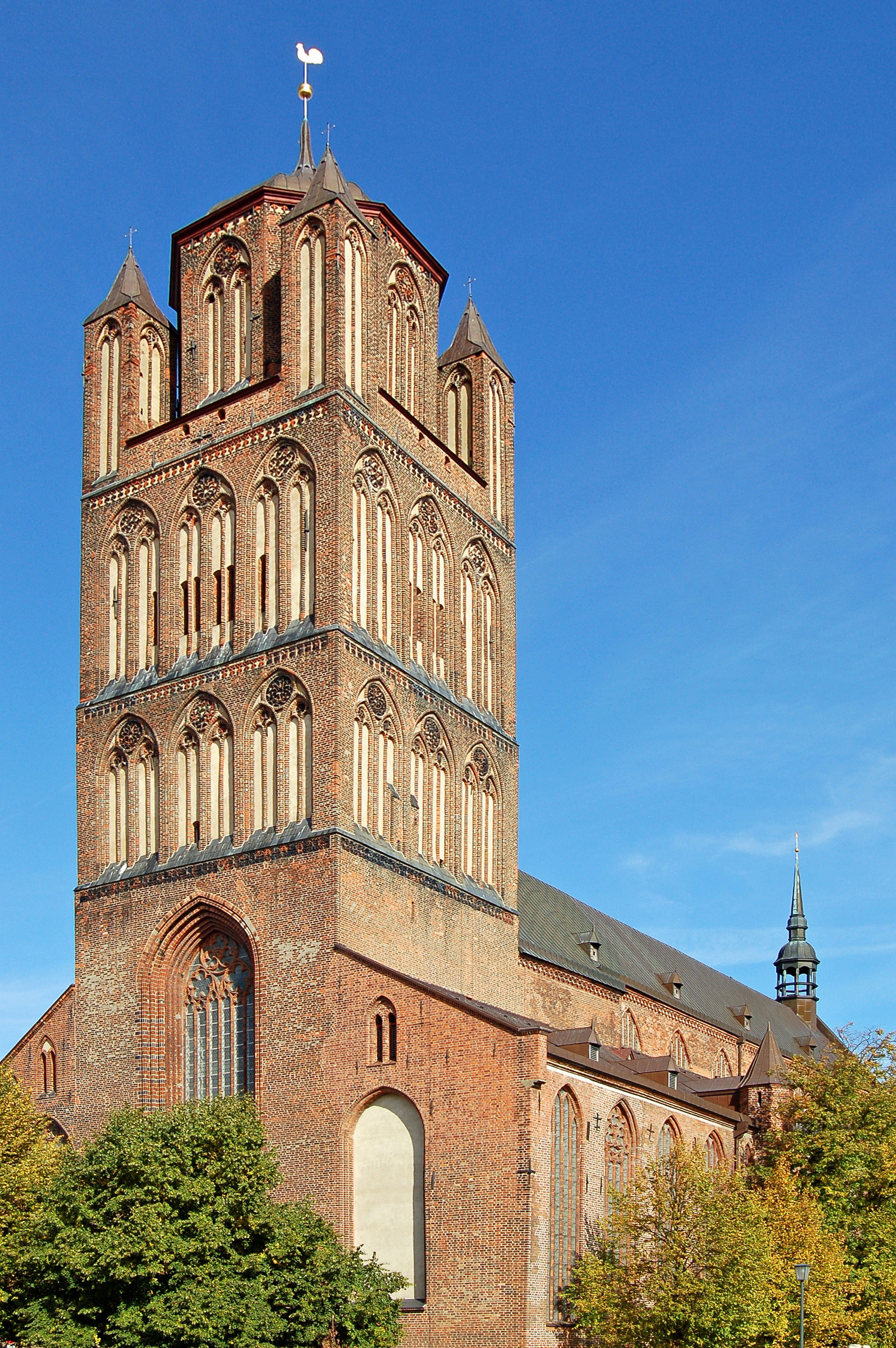
Außenansicht der Jakobikirche

Die heutige Jakobikirche ist eine dreischiffige, siebenjochige Pfeilerbasilika mit geradem Chorabschluss und einem Turm im Westen. Beginnend an der Turmfront stehen flankierend fünfjochige Seitenhallen und Kapellen. Die Außenwände sind aus klosterformatigen Backsteinziegeln errichtet. Der Sakralbau wird erstmals in einer Urkunde vom 9. August 1303 erwähnt, in der der rügensche Fürst Sambor, der Bruder Wizlaws III., den Ratsmännern der Stadt Stralsund das Patronat der Schule zu Sankt Jakobi übertrug (lateinisch ius patronatus scole sancti jacobi eiusdem ...). Offenbar war die Kirche zu diesem Zeitpunkt im Bau. Üblicherweise begann man mit dem Bau des Chores; dieser wurde wahrscheinlich 1321 fertiggestellt und die Kirche fortan bereits genutzt, wie die Erwähnung eines Steinhauses auf dem Kirchhof nahelegt. Provisorien sind 1324 belegt und für das Jahr 1327 ein amtierender Priester namens Johannes Kranz. In der Kirche selbst befinden sich als älteste Zeugnisse zwei Grabsteine aus den Jahren 1331 und 1333.
Für den weiteren Aufbau der Kirche in den 1340er-Jahren stifteten fromme Stralsunder Ziegel: Ein Johannes Hundertmark wird 1347 mit 1.000 gestifteten Ziegeln und ein Heinrich Sommerstorp gar mit 20.000 Ziegeln erwähnt. Im selben Jahr kauften die Provisorien der Kirche je 180 Eichen- und Tannenstämme mit 15 bis 20 Meter Länge, wie der liber memorialis bezeugt. Eine Inschrift aus dem Jahr 1351 an einem Wandpfeiler belegt eine Altarweihe durch den Camminer Bischof. In den 1380er- und 1390er-Jahren wurden mit Stiftungen Kapellen am Langhaus gebaut. Wegen des schlechten Baugrundes kam es dabei zu einer Schiefstellung der westlichen Pfeiler, die noch heute vorhanden ist.
In einer zweiten Bauphase Ende des 14./Anfang des 15. Jahrhunderts wurden die Dächer der Seitenschiffe verlängert und auf Nord- und Südseite des Kirchenbaus zwischen die bestehenden Strebepfeiler Kapellen gebaut. In der zweiten Hälfte des 15. Jahrhunderts begann der Umbau des Kirchturms, der um 1488 fertiggestellt wurde. Dabei wurden die westliche Pfeiler des ersten Turms in den Neubau einbezogen und zu östlichen Pfeilern des neuen Turms. Zwei neue Pfeiler wurden zusätzlich errichtet. Der alte Turm wurde bis auf Höhe des Mittelschiffgewölbes abgetragen. 1382 war an der Marienkirche der Turm wegen schlechten Untergrundes eingestürzt. Wahrscheinlich wurde diese Erfahrung beim Neubau des Jakobiturms berücksichtigt. Mitte des 15. Jahrhunderts wurde die Sakristei errichtet.
Bei der abgewehrten Belagerung Stralsunds durch Wallenstein trafen 30 Kanonenkugeln die Kirche. 1650 und 1662 schlug der Blitz in den Turm ein; der Blitzschlag 1662 zerstörte die Turmpyramide aus Holz mitsamt dem gotischen Turmhelm und den vier kleinen Nebentürmchen, das Langhausdach und den östlichen Dachreiter; die Glocken schmolzen beim entstandenen Brand. Auch Dachbalken im nördlichen Seitenschiff sowie die Zuganker im Chor waren vom Brand betroffen und mussten ersetzt werden. Der Turm erhielt eine barocke Haube in der Form wie sie noch heute zu sehen ist sowie ein neu gegossenes Geläut aus drei Bronzeglocken. Nach der Belagerung durch den Großen Kurfürsten Friedrich Wilhelm 1678 wurde der Schaden an der Kirche mit 20.000 Gulden beziffert. Im Nordischen Krieg 1715 erhielt die Jakobikirche mindestens 40 Treffer.
Das 18. Jahrhundert brachte Stralsund einen wirtschaftlichen Aufschwung, an dem auch die Pfarrkirchen der Stadt dank großzügiger Spenden teilhatten. In den Jahren 1733 bis 1738 wurde eine Orgel mit einem bemerkenswert reichhaltigen Orgelprospekt eingebaut. Den Hauptaltar mit den Gemälden Kreuzabnahme und Himmelfahrt von Johann Heinrich Tischbein dem Älteren schuf der Stralsunder Kunsttischler Christoph Nathanael Freese in den Jahren 1786 bis 1788, und alle Portale wurden in dieser Zeit erneuert. Im Jahr 1769 wurde der Wetterhahn repariert und neu vergoldet.
Nach der Besetzung Stralsunds durch die Franzosen diente die Jakobikirche als Pferdestall und Gefängnis. Der Turmhelm wurde 1819 repariert, die Kirche 1821 im Inneren geweißt. Von 1850 bis 1868 erfolgte eine generelle Instandsetzung der Jakobikirche. Auf dem Kirchenboden wurden Mettlacher Platten verlegt und die Innenausstattung teilweise erneuert. Eine Chorschranke mit Stuckwerk aus Gips entstand. Das Mauerwerk wurde überarbeitet, an den Fenstern Ziegelmaßwerk mit verschiedenen Motiven und an den Fensterbänken englischer Schiefer angebracht. Das Jahr 1877 brachte die Weihe einer vom Stralsunder Orgelbaumeister Friedrich Albert Mehmel geschaffenen Orgel mit vier Manualen und Pedal und 69 Registern. Stadtbaumeister Ernst von Haselberg ließ 1886 am Südportal eine Vorhalle errichten. Im Jahr 1891 freigelegte gotische Malereien wurden dokumentiert und mussten dann statt restauriert überkalkt werden, da die finanziellen Mittel für die Restaurierung nicht ausreichten. Das Kupferdach des südlichen Seitenschiffs wurde 1908 erneuert. 1917, im Ersten Weltkrieg, wurden zwei Glocken als Metallspende des deutschen Volkes abgeliefert und zur Waffenproduktion eingeschmolzen. Im Zweiten Weltkrieg ließ das Preußische Finanzministerium Berlin wertvolle Inneneinrichtungsgegenstände zum Schutz vor Kriegseinwirkungen abbauen und in Grimmen, Loitz und Tützpatz einlagern, darunter Teile der Mehmel-Orgel von 1877.

## Geschichte seit dem 20. Jahrhundert

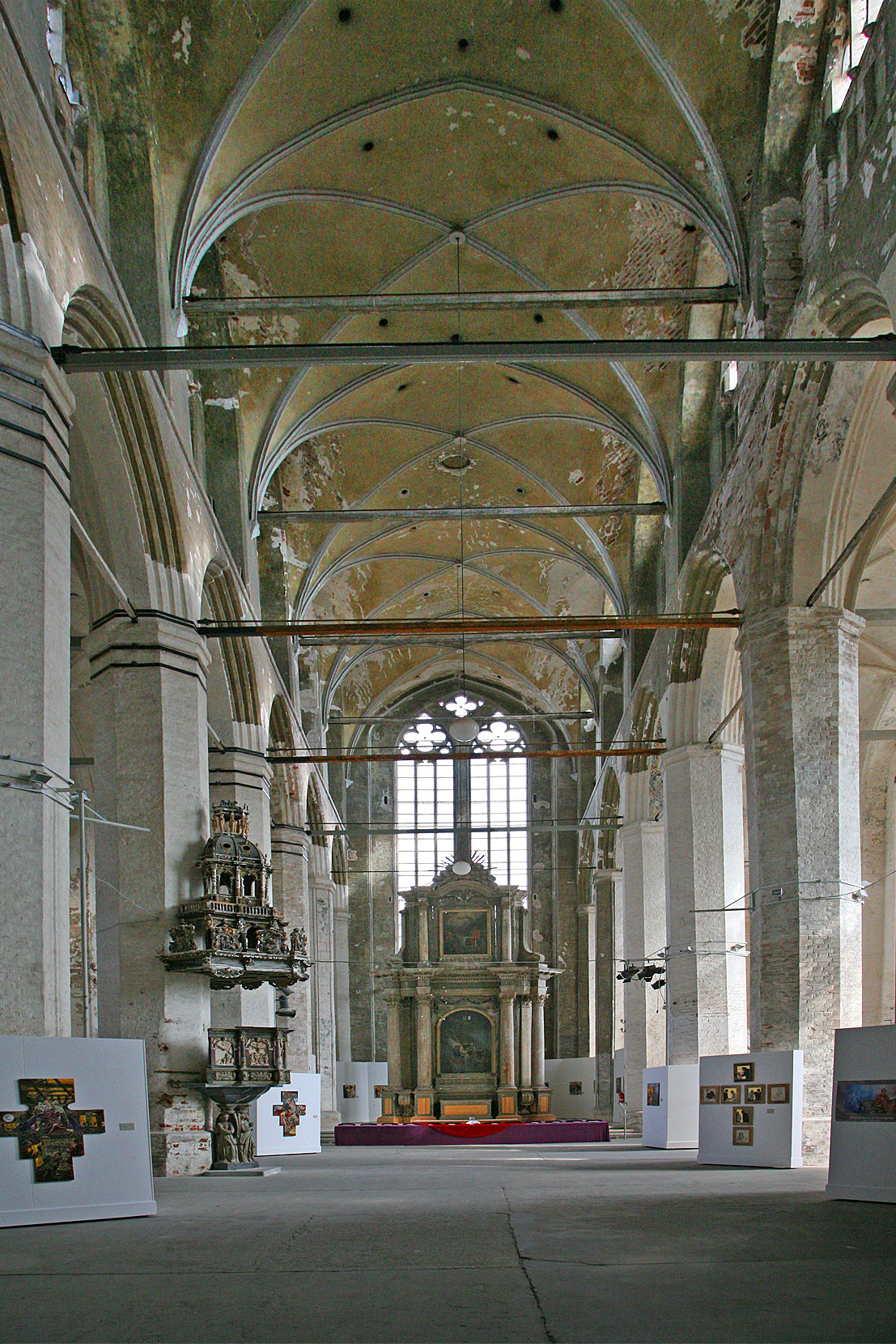
Innenansicht der Jakobikirche

Beim Bombenangriff auf Stralsund am 6. Oktober 1944 erhielt die Jakobikirche einen schweren Treffer im elften südlichen Joch. Treffer in den umliegenden Gebäuden trugen ebenfalls zu der schweren Beschädigung der Kirche bei. Die Dachdeckung des südlichen Seitenschiffs wurde komplett zerstört, der Dachstuhl über der Westhälfte stürzte zusammen mit den Gurtbögen ein. Am Turm, dem Mittelschiff und im nördlichen Seitenschiff entstanden leichtere Dachschäden. Alle Fenster im Turmbereich waren zerstört. Feste Einbauten, Teile des Gestühls und des spätgotischen wie barocken Schrankenwerks gingen verloren. Plünderungen der Kircheneinrichtung zum Kriegsende und in den Folgejahren brachten weitere Zerstörung. Altmetalldiebe stahlen u. a. Orgelpfeifen der Mehmel-Orgel (von ihr waren 1943 nur die barocken Teile eingelagert worden), Holz von den Kapellen und den Gestühlen wurde zum Heizen entwendet.
Im Jahr 1949 erstellte Hans Mascow ein Gutachten zum Kirchenbestand: Danach begannen im selben Jahr erste Instandsetzungsmaßnahmen, ausgeführt von dem einheimischen Unternehmen Albert Viernow. 1951 konnte der östliche Kapellenanbau der Südseite wiederhergestellt werden. Zur Sicherung der seit Baubeginn im Mittelalter schief stehenden Pfeiler wurden eiserne Träger eingezogen. Im Hauptschiff wurden vier Streben aufgestellt. Die Sakristei wurde für den Kirchenbetrieb wiederhergestellt und das Dach sowie die Fenster wurden repariert. Die 1886 errichtete Vorhalle des Südportals wurde 1954 abgerissen. Im Jahr 1955 erhielt der ab 1950 im Kirchturm auf einer Zwischendecke eingebaute Gemeindesaal die Bezeichnung nach dem Schwedenkönig Gustav Adolf und wurde feierlich eingeweiht. Im Jahr 1957 erhielt die Jakobikirche das nach Kriegsende in St. Marien zwischengelagerte Kulturgut zurück. Bei der Lagerung außerhalb Stralsunds während des Krieges war es teilweise zu Beschädigungen und auch zu Verlusten gekommen. Bei Reparaturarbeiten an Gewölben 1961 stürzte ein Gewölbe an der Nordseite ein. 1964 wurde der Fußboden im Kirchenraum versteift und mit Zement ausgeführt.
Im südlichen Turmbereich wurde 1969 ein massives Treppenhaus eingebaut und eine Zwischendecke eingezogen. Ein neuer Eingang neben dem südlichen Treppenhaus wurde errichtet. Damit waren drei Räume für das Archivgut der Stralsunder Kirchengemeinden geschaffen worden. In den 1970er-Jahren wurden in der Kirche auch Bestände des Stadtarchivs eingelagert, beispielsweise befand sich von September 1971 bis Oktober 1973 hier der Marienkrönungsaltar, bevor er in der Marienkirche aufgestellt wurde. Ab den 1980er-Jahren richtete sich der Bauhof der damaligen Evangelischen Landeskirche Greifswald (heute: Pommerscher Evangelischer Kirchenkreis) im Kirchenschiff ein. Eine fünf Meter hohe Trennwand schützte das im Altarraum lagernde Kunstgut vor Beschädigungen durch den Baubetrieb. Das nach der deutschen Wiedervereinigung aus dem Bauhof hervorgegangene Bauunternehmen Eckhard Jaster nutzte den Kirchenbau noch bis 1994 als Lager und Garage. Die Kirche wird seit dem Auszug des Bauunternehmens mit Unterstützung der Deutschen Stiftung Denkmalschutz schrittweise saniert. Der Gustav-Adolf-Saal wird für Theatervorführungen hergerichtet und mit einer Bühne ausgestattet. Zu besonderen Ereignissen finden in der Kirche Kunstmessen u. a. Veranstaltungen statt. Im Jahr 2020 wurde die neu aufgebaute Hauptorgel eingeweiht. St. Jakobi liegt im Kerngebiet des von der UNESCO als Weltkulturerbe anerkannten Stadtgebietes des Kulturgutes „Historische Altstädte Stralsund und Wismar“. In die Liste der Baudenkmale in Stralsund ist die Jakobikirche mit der Nummer 354 eingetragen.
Umgeben ist die Jakobikirche von der Heilgeiststraße, Papenstraße, Jakobiturmstraße und Jacobichorstraße. Ursprünglich stand der Kirchbau inmitten von Wohnhäusern der genannten Straßen, die größtenteils beim Bombenangriff auf Stralsund am 6. Oktober 1944 zerstört bzw. beschädigt wurden. Auf dem ehemaligen Kirchhof, der heute eine öffentliche Parkanlage ist, wurde im Jahr 2006 ein Denkmal für die Opfer des Reaktorunglücks 1986 in Tschernobyl aufgestellt. Auf dem Quartier 33 vor dem Kirchturm von St. Jakobi entstand durch die Zerstörungen im Zweiten Weltkrieg und spätere Abrisse eine Freifläche, die als Parkplatz genutzt wird.

## Nutzung
Seit 2011 finden in der Kirche regelmäßige Kinoveranstaltungen des Filmklubs Blendwerk und des Landesverbandes Filmkommunikation Mecklenburg-Vorpommern statt. Das Theater Vorpommern nutzt einen Saal im Kirchturm sowie den Kirchenraum selbst für Aufführungen. Ab April 2009 wurde das grafische Werk von Friedensreich Hundertwasser in der Kirche präsentiert, über 100 Objekte, darunter Grafiken, Plakate, Fotos und textile Kunst, wurden gezeigt. Seit dem 21. Mai 2011 wurde diese Ausstellung durch Bilder von Herman van Veen ergänzt.
Das „Bildnis Philipp Melanchthons“ aus der Werkstatt Lucas Cranachs des Jüngeren (1550/1600), das ehedem zur Ausstattung der St.-Jakobi-Kirche gehörte, hängt seit 2001 als Leihgabe der Stiftung Kulturkirche St. Jakobi im Pommerschen Landesmuseum in Greifswald. Eine weitere Dauerleihgabe der Gemeinde ist der 2002 an das Greifswalder Museum übertragene unvollständige Dreifaltigkeitsaltar.

## Orgeln

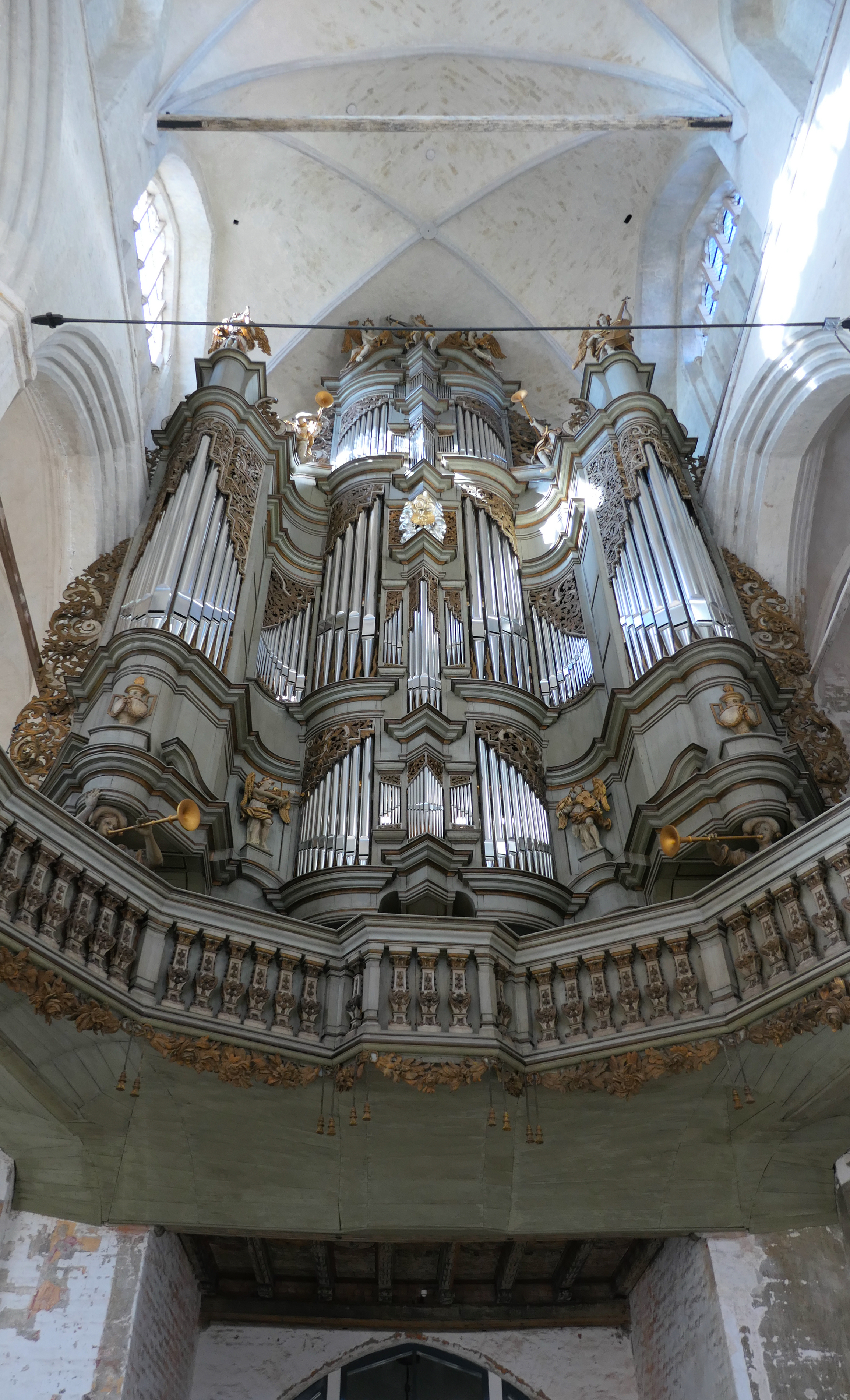
Orgel der Kirche, 2020

## Glocken
Im Turm hängt eines der größten Glockenduette der Barockzeit deutschlandweit.
Bei dem Turmbrand 1662 schmolzen die damaligen Glocken. Kurz darauf wurden drei neue Glocken gegossen. Im 18. Jahrhundert entstanden zwei weitere Glocken (Neu- oder Umguss). Die Gefache des Stuhls lassen darauf schließen, dass die Jakobikirche einst bis zu fünf Glocken besessen haben könnte. Im Ersten Weltkrieg musste die Kirche zwei Glocken abgeben, im Zweiten Weltkrieg eine. Erhalten blieben allerdings zwei große Barockglocken, die beide die jeweils größten erhaltenen Werke ihrer Gießer darstellen dürften. Der massive, barocke Holzglockenstuhl stammt wahrscheinlich noch aus der Zeit nach dem Turmbrand. 2019 wurde die gesamte Anlage saniert; die Glocken bekamen Holzjoche anstelle der gekröpften Joche, neue Klöppel sowie neue Läutemaschinen. Somit läuteten die Glocken erstmals seit 1944 wieder regulär.
| Nr. | Gussjahr | Gießer, Gussort                       | Durchmesser (mm) | Masse (kg) | Nominal (HT-1/16) |
| --- | -------- | ------------------------------------- | ---------------- | ---------- | ----------------- |
| 1   | 1707     | Conrad Kleymann, Lübeck               | 1896             | 4500       | a0-8              |
| 2   | 1740     | Johannes Gottfried Wosaeck, Stralsund | 1521             | 2000       | c1-2              |

## Jakobikirche in Zahlen
- Länge der Kirche: 72,30 Meter
- Breite der Kirche: 25,10 Meter
- Länge des Mittelschiffs: 47 Meter
- Höhe des Mittelschiffs: 24,60 Meter
- Höhe der Seitenschiffe: 16,10 Meter
- Turmhöhe bis zur Spitze: 68,10 Meter
- Turmhöhe innen: 57 Meter

## Gemeinde
Die Gemeinde Jakobi/Heilgeist gehört seit 2012 zur Propstei Stralsund im Pommerschen Evangelischen Kirchenkreis der Evangelisch-Lutherischen Kirche in Norddeutschland. Vorher gehörte sie zum Kirchenkreis Stralsund der Pommerschen Evangelischen Kirche.

## Bekannte Pastoren
- Johann Friedrich Colberg (1693–1761), 1723 Diaconus, 1735–1745 Pastor
- Ehrenfried Christian Colberg (1729–1804), 1754 Diaconus, 1781 Pastor
- Gottlieb Mohnike (1781–1841), 1813 Pastor